# Pieprz metystynowy
Pieprz metystynowy (Piper methysticum) – gatunek roślin z rodziny pieprzowatych. Pochodzi z wysp Mikronezji i Vanuatu. Roślina o długiej tradycji uprawy na wyspach zachodniego Pacyfiku.

## Morfologia
PokrójKrzew o pędach wzniesionych, osiągający do 3–4,5 m wysokości.
LiścieDuże – do 15 cm długości, o nasadzie sercowatej.
KwiatyRoślina dwupienna. Kwiaty na roślinach męskich drobne, zebrane w cylindryczne kłosy o długości do ok. 12–13 cm, barwy kremowo-białej. Rośliny żeńskie są rzadkie i rzadko zawiązują nasiona.

## Zastosowanie
Pieprz metystynowy od dawna ma znaczenie religijne, polityczne i kulturowe na obszarze Pacyfiku. Używany jest od tysięcy lat w celach leczniczych, relaksacyjnych i kulturowych.

### Kultura spożywania
W tradycyjnej postaci napój zaparzany z pieprzu metystynowego spożywany jest na większości wysp południowego Pacyfiku. Stopień sformalizowania rytuału picia kavy zależy od danej tradycji i kultury, niemniej niemal na całym Pacyfiku jest ona napojem spożywanym jako absolutnie niezbędny dodatek do wszelkiego rodzaju spotkań, wydarzeń towarzyskich, politycznych i religijnych. Napój ten jest ważnym symbolem tożsamości narodów Pacyfiku, stąd jej wizerunki można znaleźć m.in. na monetach, flagach i banknotach.
Jednocześnie istnieją spore różnice pomiędzy poszczególnymi kulturami spożywania naparu. Na wyspach Vanuatu spożywany jest niemalże wyłącznie w postaci bardzo mocnego napoju przygotowywanego ze świeżych korzeni. Tradycyjnie zarezerwowany był on dla mężczyzn, współcześnie spożywany jest również przez kobiety. W ostatnich dekadach pojawiło się wiele miejskich „kava barów” (tzw. nakamale), w których serwowany jest świeży i bardzo mocny napar. W pozostałych częściach Pacyfiku napój przygotowuje się z suszonych korzeni pieprzu metystynowego i często z bardzo dużą ilością wody, co skutkuje uzyskaniem względnie słabego naparu, który może być spożywany w dużo większych ilościach niż mocna i gęsta „kava” na Vanuatu. Na Fidżi napój spożywa się praktycznie w dowolnym momencie dnia i często częstuje się nią turystów i gości. Piją go zarówno mężczyźni, jak i kobiety. Na wyspach Tonga bardzo rozwodniony napój piją przede wszystkim mężczyźni podczas wieczornych spotkań.
W ostatnich latach kultura picia naparu z pieprzu metystynowego rozprzestrzeniła się poza wyspy Pacyfiku. Jest szczególnie popularny w Nowej Zelandii, Australii i Stanach Zjednoczonych, zarówno wśród diaspory z wysp Pacyfiku, jak i nowych użytkowników zainteresowanych jego potencjalnym leczniczym i relaksującym działaniem.

### Właściwości psychoaktywne i skutki przyjmowania
Choć napar z pieprzu metystynowego ma lekkie działanie psychoaktywne, nie stwierdzono, by można się od niego uzależnić. Spożywany jest na ogół jako napój powstający poprzez zmieszanie zmielonych suszonych lub świeżych korzeni z wodą. Zawiera grupę co najmniej sześciu nierozpuszczalnych w wodzie styrylopironów, tzw. kawalaktonów (m.in. metystycynę, jangoninę, kavainę i ich dihydropochodne). Za efekty psychotropowe i spazmolityczne odpowiedzialne są prawdopodobnie kawalaktony. Efekty działania naparu zależą w dużej mierze od dawki, ale także i od warunków i formy konsumpcji. Oddziałuje najsilniej przyjmowany na pusty żołądek. Efekty odczuwa się już po kilku minutach od spożycia, a utrzymywać mogą się do kilku godzin. Generalnie działanie można porównać do odwrotnego działania kofeiny – uspokaja, ułatwia sen i skłania do lenistwa.
Przy normalnym spożyciu napar ma lekkie działanie relaksujące powodując rozluźnienie mięśni i stan beztroski przy jednoczesnej jasności umysłu. W przeciwieństwie do alkoholu poskramia skłonność do agresji, gniewu i hałasowania. Charakterystycznym uczuciem towarzyszącym spożywaniu naparu jest lekkie mrowienie w ustach i gardle (jak po znieczuleniu); niektórzy doświadczają po wypiciu przyjemnego mrowienia w okolicach genitaliów, które zwiększa przyjemność czerpaną z uprawiania seksu. Niektóre rodzaje naparu mogą działać jak lekki euforiat poprawiając humor i pobudzając elokwencję. Ze względu na te właściwości napój uznawany bywa za lekarstwo na depresję i stany lękowe.
Bardzo trudne jest nadmierne spożycie naparu ze względu na konieczność konsumpcji dużej ilości rośliny, której smak może być trudny do zaakceptowania. Spożycie w bardzo dużych ilościach i w krótkim czasie może powodować problemy z równowagą (ciężki chód, zaburzenia widzenia) i silną senność.
Napar z pieprzu metystynowego jest często stosowany jako alternatywa dla alkoholu i pomoc w walce z uzależnieniami, dodatkowo wpływając korzystnie na zdrowie psychiczne.

### Działania lecznicze
Mieszkańcy wysp Pacyfiku od wieków stosowali napar z pieprzu metystynowego do leczenia takich schorzeń jak: różnego rodzaju infekcje, bóle mięśni, bóle menstruacyjne, reumatyzm, zaparcia, choroby skóry, problemy z oddychaniem, astma, choroby układu moczowego, bezsenność i nadpobudliwość. Współczesne badania potwierdzają skuteczność stosowania naparu w łagodzeniu i leczeniu stanów lękowych i bezsenności.
Obserwowana od wielu dekad zależność między częstym spożywaniem naparu, a niską zachorowalnością na raka, została zbadana i potwierdzona naukowo w 2000 roku. Od tego czasu pojawia się coraz więcej badań, które sugerują, że może on być skuteczny w zapobieganiu i leczeniu raka płuc, pęcherza i jelita grubego.

### Działania niepożądane
Na początku XXI wieku pojawiły się doniesienia o możliwej szkodliwości dla wątroby wywołanej spożywaniem niektórych preparatów uzyskanych z pieprzu metystynowego. Początkowo mówiono o kilkudziesięciu przypadkach problemów z wątrobą, jednak powiązania większości z przypadków hepatotoksyczności ze spożywaniem preparatów pieprzu okazały się niejasne lub błędne. Na 82 przypadki potencjalnego uszkodzenia wątroby, opisane do 2002 roku, ostatecznie jedynie trzy uznano za możliwie związane z używaniem farmaceutyków na bazie pieprzu metystynowego. Przyczyny tego bardzo rzadkiego (1 na 60-120 milionów pacjentów) występowania hepatotoksyczności nie zostały określone ani w pełni udowodnione.
W związku z podejrzeniami o hepatotoksyczność Unia Europejska wprowadziła zakaz importu preparatów pieprzu metystynowego. Późniejsze badania wykazały, że przyczyną rzadkich powikłań zdrowotnych mógł być sposób produkcji preparatów przeznaczonych na rynek zachodni oraz jakość wykorzystywanego do ich produkcji materiału roślinnego: były one otrzymywane poprzez ekstrakcję całych roślin rozpuszczalnikami organicznymi, etanolem lub acetonem, podczas gdy w metodach tradycyjnych przeprowadza się ekstrakcję wodą wyłącznie korzeni; ponadto stwierdzono, że pod koniec XX wieku mogło dojść do przypadków wykorzystywania materiału roślinnego złej jakości, np. zaatakowanego przez pleśń. Wyjaśniło to brak problemów zdrowotnych związanych z używaniem pieprzu metystynowego na wyspach południowego Pacyfiku, gdzie jest on spożywany od setek lat, a także i brak jakichkolwiek wcześniejszych doniesień o potencjalnej szkodliwości preparatów z pieprzu metystynowego w Europie, gdzie wykorzystywano je od co najmniej 1885 roku.
W badaniu klinicznym z roku 2009 stwierdzono brak szkodliwości codziennego przyjmowania przez miesiąc 1,25 g kawalaktonów w formie tabletek uzyskanych z tradycyjnego wodnego ekstraktu roślinnego. Środek ten wykazywał korzystne działanie uspokajające i przeciwdepresyjne. Autorzy pracy przypisali hepatotoksyczność niektórych preparatów pieprzu metystynowego sprzedawanych w Europie niewłaściwej procedurze ich produkcji. Wyniki tych badań skłoniły Unię Europejską do podjęcia działań mających na celu zniesienie zakazu importu i handlu produktami farmaceutycznymi na bazie tej rośliny. Obrót tymi preparatami w UE jest regulowany przez każde państwo indywidualnie. W roku 2012 jedynym krajem UE, w którym obrót i posiadanie pieprzu metystynowego było zakazane, była Polska, natomiast organizacje rządowe kilku innych państw UE, np. Niemiec, Francji i Wielkiej Brytanii, wydały ostrzeżenia o ryzyku związanym z jego spożywaniem.
W czerwcu 2014 roku Sąd Administracyjny Republiki Federalnej Niemiec ostatecznie zniósł zakaz handlu produktami na bazie pieprzu metystynowego na terenie Niemiec uznając dotychczas istniejące ostrzeżenia i zakazy za „niezgodne z prawem” i „nieuzasadnione”.
Najczęstszym skutkiem ubocznym przyjmowania dużych ilości preparatów pieprzu metystynowego jest suchość i swędzenie skóry. Zjawisko to na wyspach Fidżi określane jest mianem kani kani. Przypadłość ta występuje jedynie tymczasowo i zanika wraz z zaprzestaniem stosowania kavy.
Zalecenie, aby po spożyciu pieprzu metystynowego nie prowadzić pojazdów i obsługiwać maszyn, nie dotyczy dawek leczniczych (do 180 mg kavalaktonów), a konieczność takiego ograniczenia dla dawek większych nie została dotychczas (2013) zweryfikowana naukowo.

## Interakcje
Wykazano, że pieprz metystynowy może powodować interakcje z wieloma lekami poprzez hamowanie ich eliminacji przez wątrobowe izoenzymy CYP1A2, CYP2C9, CYP2C19, CYP2D6, CYP3A4 cytochromu P450. Szczególnie ryzykowne jest stosowanie suplementów diety i leków ziołowych zawierających w składzie pieprz metystynowy podczas leczenia depresji, zaburzeń lękowych i innych schorzeń psychicznych, gdyż wiele leków przeciwdepresyjnych i przeciwpsychotycznych podlega metabolizmowi z udziałem wymienionych izoenzymów cytochromu P450.

## Legalność w Polsce
Na mocy ustawy z dnia 20 marca 2009 r. o zmianie ustawy o przeciwdziałaniu narkomanii posiadanie roślin żywych, suszu, nasion, wyciągów oraz ekstraktów z pieprzu metystynowego stało się w Polsce nielegalne. Polska była wówczas jedynym państwem UE, w którym posiadanie tej rośliny było całkowicie zakazane.
W grudniu 2016 r. Główny Inspektorat Sanitarny wydał uchwałę zalecającą usunięcie gatunku z listy substancji zakazanych na mocy ustawy o przeciwdziałaniu narkomanii. Rekomendację oparto na przeprowadzonej analizie dostępnych informacji na temat rośliny, na bazie których stwierdzono, że: „nie działa na ośrodkowy układ nerwowy w stopniu powodującym zagrożenie zdrowia lub życia ludzi, jak również nie ma dowodów na powodowanie szkód społecznych poprzez używanie tej substancji”.
Na mocy rozporządzenia Ministra Zdrowia w sprawie wykazu substancji psychotropowych, środków odurzających oraz nowych substancji psychoaktywnych pieprz metystynowy od 21 sierpnia 2018 nie jest już klasyfikowany jako środek odurzający grupy I-N, zatem jego posiadanie zostało zalegalizowane.